# روجر ماكنزي
روجر ماكنزي (بالإنجليزية: Roger McKenzie)‏ هو موسيقي بريطاني، ولد في 22 يوليو 1971 في ساوثهامبتون في المملكة المتحدة، وتوفي في 25 نوفمبر 1995.

## وصلات خارجية
- روجر ماكنزي على موقع ميوزك برينز (الإنجليزية)
- روجر ماكنزي على موقع ميوزك برينز (الإنجليزية)
- روجر ماكنزي على موقع أول ميوزيك (الإنجليزية)
- روجر ماكنزي على موقع أول ميوزيك (الإنجليزية)
- روجر ماكنزي على موقع ديسكوغز (الإنجليزية)
- روجر ماكنزي على موقع ديسكوغز (الإنجليزية)